# 개념 증명
개념 증명(槪念證明, POC, Proof of Concept)은  기존 시장에 없었던 신기술을 도입하기 전에 이를 검증하기 위해 사용하는 것을 뜻한다. 특정 방식이나 아이디어를 실현하여 타당성을 증명하는 것을 뜻한다.

## 사용 역사
이 용어는 뉴스 아카이브에 등장하였으며 1967년 초에 일반화되었다.

## 같이 보기
- 3차원 인쇄
- 사례 연구
- 컨셉트 카
- 타당성 조사
- 프로토타입
- 최첨단
- 트리니티 (핵 실험)